# Viola domeykoana
Viola domeykoana Gay – gatunek roślin z rodziny fiołkowatych (Violaceae). Występuje naturalnie w środkowym Chile i Argentynie (w prowincjach Mendoza oraz San Juan). 

## Morfologia
PokrójBylina dorastająca do 3–10 cm wysokości, tworzy kłącza.
LiścieBlaszka liściowa ma owalny kształt. Mierzy 8–12 mm długości oraz 7–8 mm szerokości, jest karbowana lub ząbkowana na brzegu, ma nasadę od zbiegającej po ogonku do niemal sercowatej i tępy wierzchołek. Ogonek liściowy jest nagi.

## Biologia i ekologia
Rośnie na terenach skalistych, na wysokości od 3000 do 4200 m n.p.m.